# Los Angeles Motordrome
Los Angeles Motordrome bila je 1,6 kilometara duga kružna staza za utrke board track. Bila je smještena u Playi del Rey, Los Angelesu, Kaliforniji, te je otvorena 1910. godine. Osim automobilskih utrka, bila je korištena za motoristička natjecanja i zrakoplovne aktivnosti.
Motodrom je bio podignuta verzija biciklističkog velodroma, a sagradio ga je veliki graditelj velodromova toga vremena Jack Prince. Bio je prvi od brojnih staza izgrađenih za mototrke tijekom 1910-ih i 1920-ih godina. Kao rani primjer na autodromu koji je izgrađen za natjecanje, prvi puta su korištene tada inovativne sigurnosne značajke koje su kasnije postale uobičajene za većinu staza. Motodrom je bio vrlo uspješan, te je privlačio mnogo natjecatelja i gledatelja, a postojao je tri godine, sve dok ga u siječnju 1913. godine nije uništio požar.

## Pozadina
Motodrom je zamislio inženjer strojarstva Frederick Moskovics, koji je rođen u Mađarskoj. On je u to vrijeme bio zaposlenik tvrtke Remy Electric, te je kasnije postao član društva inženjera automobilske industrije, a na kraju predsjednik tvrtke Stutz Motor Company koja je proizvodila luksuzne automobile. Moskovics je prije toga radio za Maybach i Daimler-Motoren-Gesellschaft, te se kroz te veze 1904. godine uključio u mototrke kao menadžer Daimlerovog trkaćeg tima.